# Saint-Jean-du-Cardonnay

Saint-Jean-du-Cardonnay este o comună în departamentul Seine-Maritime, Franța. În 1 ianuarie 2022 avea o populație de 1.348 de locuitori.